# Drimia involuta
Drimia involuta är en sparrisväxtart som först beskrevs av John Charles Manning och Deirdré Anne Snijman, och fick sitt nu gällande namn av John Charles Manning och Peter Goldblatt. Drimia involuta ingår i släktet Drimia och familjen sparrisväxter. Inga underarter finns listade i Catalogue of Life.